# Thérence Koudou
Thérence Ange Koudou (Livry-Gargan, 13 dicembre 2004) è un calciatore francese, difensore del Malines.

## Carriera

### Club
Koudou è cresciuto nel settore giovanile del Stade Reims, con cui ha firmato il primo contratto professionistico nel febbraio 2023. Il 12 agosto 2023 ha debuttato in prima squadra nell'incontro di Ligue 1 perso 2-1 contro l'Olympique Marsiglia e poche settimane dopo è stato ceduto in prestito al Pau. Con il club gialloblu ha segnato il primo gol in carriera, contro il Coulaines in Coppa di Francia.
Il 24 gennaio 2024 ha fatto ritorno al Reims per disputare la seconda parte di stagione.

### Nazionale
Ha giocato nelle nazionali giovanili francesi Under-16, Under-18 ed Under-19.
Nel maggio del 2023 ha partecipato con la Francia Under-20 al Campionato mondiale.

## Statistiche

### Presenze e reti nei club
Statistiche aggiornate al 30 giugno 2025.
| Stagione             | Squadra              | Campionato           | Campionato | Campionato | Coppe nazionali | Coppe nazionali | Coppe nazionali | Coppe continentali | Coppe continentali | Coppe continentali | Altre coppe | Altre coppe | Altre coppe | Totale | Totale | Totale |
| Stagione             | Squadra              | Comp                 | Pres       | Reti       | Comp            | Pres            | Reti            | Comp               | Pres               | Reti               | Comp        | Pres        | Reti        | Pres   | Reti   |        |
| -------------------- | -------------------- | -------------------- | ---------- | ---------- | --------------- | --------------- | --------------- | ------------------ | ------------------ | ------------------ | ----------- | ----------- | ----------- | ------ | ------ | ------ |
| 2021-2022            | Stade Reims 2        | N3                   | 18         | 0          |                 | -               | -               |                    | -                  | -                  |             | -           | -           | 18     | 0      |        |
| 2022-2023            | Stade Reims 2        | N3                   | 21         | 0          |                 | -               | -               |                    | -                  | -                  |             | -           | -           | 21     | 0      |        |
| 2023-2024            | Stade Reims 2        | N2                   | 1          | 0          |                 | -               | -               |                    | -                  | -                  |             | -           | -           | 1      | 0      |        |
| Totale Stade Reims 2 | Totale Stade Reims 2 | Totale Stade Reims 2 | 40         | 0          |                 | -               | -               |                    | -                  | -                  |             | -           | -           | 40     | 0      |        |
| ago. 2023            | Stade Reims          | L1                   | 1          | 0          | CF              | 0               | 0               |                    | -                  | -                  |             | -           | -           | 1      | 0      |        |
| 2023-gen. 2024       | Pau                  | L2                   | 12         | 0          | CF              | 2               | 1               |                    | -                  | -                  |             | -           | -           | 14     | 1      |        |
| gen.-giu. 2024       | Stade Reims          | L1                   | 9          | 0          | CF              | 0               | 0               |                    | -                  | -                  |             | -           | -           | 9      | 0      |        |
| Totale Stade Reims   | Totale Stade Reims   | Totale Stade Reims   | 10         | 0          |                 | 0               | 0               |                    | -                  | -                  |             | -           | -           | 10     | 0      |        |
| 2024-2025            | Pau                  | L2                   | 31         | 2          | CF              | 2               | 0               |                    | -                  | -                  |             | -           | -           | 33     | 2      |        |
| Totale Pau           | Totale Pau           | Totale Pau           | 43         | 2          |                 | 4               | 1               |                    | -                  | -                  |             | -           | -           | 47     | 3      |        |
| Totale carriera      | Totale carriera      | Totale carriera      | 96         | 2          |                 | 4               | 1               |                    | -                  | -                  |             | -           | -           | 100    | 3      |        |